# Линд, Джоан
Джоан Луиза Линд (англ. Joan Louise Lind; после замужества — Ван Блум, 26 сентября 1952, Лонг-Бич, Калифорния, США — 28 августа 2015, там же) — американская спортсменка в гребле академического стиля, двукратный серебряный призёр — летних Олимпийских игр в Монреале (1976) и летних Олимпийских игр в Лос-Анджелесе (1984).

## Биография
Начала заниматься греблей в 1971 г. в Университете штата Калифорния в Лонг-Бич. В 1973 г. заняла шестое место в заездах «одиночек» среди не граждан континента на открытом чемпионате Европы. На первенстве мира в английском Ноттингиме (1975) заняла пятое место.
На летних Олимпийских играх в Монреале (1976) стала обладтельницей серебряной медали среди «одиночек».
На чемпионате мира 1977, 1978 и 1979 гг. занимала пятое место. После бойкота странами Запада московской Олимпиады (1980) приняла решение о завершении спортивной карьеры. Однако вернулась в большой спорт в 1984 г., чтобы принять участие в летних Играх в Лос-Анджелесе, где стала вице-чемпионкой в составе четверки парной.
Была замужем за трёхкратным участником Олимпиад Джоном Ван Блумом. После завершения обучения в колледже Святого Фомы работала в качестве преподавателя и тренера.
В 2014 г. ей была присуждена премия Ernestine Bayer Award за вклад в развитие гребного спорта. Также была введена а Национальный Зал гребной славы. В родном городе спортсменки, калифорнийском Лонг-Бич, её именем назван один из мостов.